# Cornelius XFG-1
Cornelius XFG-1 – amerykański bezogonowy szybowiec transportowy przeznaczony do transportu paliwa. Z dwóch wybudowanych prototypów jeden uległ katastrofie zabijając pilota. Cały program został anulowany w 1945 roku

## Historia
W 1943 roku w ramach programu oznaczonego MX-416, Amerykańskie Siły Powietrzne zamówiły w wytwórni Cornelius Aircraft szybowiec przeznaczony do transportu paliwa. Szybowiec miał pełnić rolę zewnętrznego zbiornika paliwa dla holujących go bombowców, a po zużyciu całej benzyny miał być zwalniany z holu. Docelowa wersja szybowca miała być bezpilotowa i przenosić na swoim pokładzie około 2900 litrów benzyny lotniczej. Do tego typu rozwiązania skłoniły olbrzymie obszary Pacyfiku jakie musiały pokonywać bombowce Boeing B-29 Superfortress w drodze nad swoje cele w Japonii. Opierając się na swojej wcześniejszej konstrukcji, jednosilnikowym, bezogonowym samolocie Cornelius Mallard, George Cornelius zaprojektował podobny konstrukcyjnie, bezogonowy szybowiec ze skośnymi skrzydłami ze skosem do przodu wynoszącym 15° w 1/4 cięciwy aerodynamicznej. W odróżnieniu od innych amerykańskich szybowców z tego okresu przewidywano, że nowa konstrukcja będzie zdolna do lotu na holu z prędkością rzędu 400 km/h. Zbudowano dwa prototypy, które poddano badaniom tunelowym i próbom statycznym. Do swojego pierwszego lotu szybowiec wzbił się w październiku 1944 roku. Pomiędzy 1944 a 1945 wykonano 32 loty. Jeden z prototypów utracono w wyniku niemożności wyprowadzenia szybowca z korkociągu. W 1945 roku sprawność B-29 i amerykańskie postępy na Pacyfiku były na tyle duże, że nie widziano już potrzeby posiadania tak skomplikowanego układu zapewnienia bombowcom paliwa i cały program został anulowany.